# کرن مایو-چندلر
کرن مایو-چندلر (انگلیسی: Karen Mayo-Chandler؛ زاده ۱۸ آوریل ۱۹۵۸ درگذشته ۱۱ ژوئیهٔ ۲۰۰۶
) یک بازیگر زن اهل انگلستان بوده است.
او در فیلم تا تو بودی بازی کرده است.